# Doman Wieluch
Doman Wieluch (ur. 1887 w Jabłonkowie, zm. 1976 w Kopenhadze) – polski sinolog, tłumacz i urzędnik konsularny.
Pochodził z rodziny miejscowego aptekarza. Po ukończeniu studiów chemicznych wyjechał do Danii, gdzie objął funkcję wicekonsula w polskiej ambasadzie. Tu rozwinął też swe zainteresowanie językiem chińskim, który studiował w Bibliotece Królewskiej w Kopenhadze. Po powrocie do kraju w okresie międzywojennym pracował jaki inżynier-chemik w Unii Górniczo-Hutniczej w Katowicach. Po wybuchu II wojny światowej ponownie wyjechał do Danii, gdzie spędził resztę życia, do śmierci w 1976 roku.
Podczas wykonywania zawodu inżyniera nie zaniedbywał studiów językowych, których owocem był wydany w 1936 roku w Katowicach Słownik chińsko-polski do czytania tekstów chińskich bez przygotowania”. Słownik wykorzystywał wynalezioną przez Wielucha metodzę odczytywania chińskich znaków, opartą na założeniu, że każdy spośród 50 tysięcy chińskich znaków składa się z kombinacji mniejszych elementów, tzw. charakterów, wypełniających kwadratową powierzchnię danego znaku. Po wyróżnieniu 296 elementów, badacz opatrzył je krótkimi, łatwymi do zapamiętania nazwami odwołującymi się do ich kształtu, wyrażonymi w języku angielskim, co umożliwiło ich alfabetyczne uszeregowanie, a co za tym idzie – łatwe wyszukiwanie w słowniku. Na podstawie tego słownika jeden z jego uczniów, Jan Wypler, opublikował w 1939 rozprawkę Jak można łatwo nauczyć się po chińsku. Słownik został rozesłany do 82 podmiotów i osób na terenie kraju i zagranicy – otrzymali go m.in. Aleksander Brückner, Josef Čapek, Wincenty Lutosławski, Julian Tuwim, Jan Parandowski, Stanisław Schayer – ten ostatni napisał negatywną recenzję Słownika na łamach „Polskiego Biuletynu Orientalistycznego”, nr 1/1937.
Jego książka The graphic transcription of literary Chinese characters została wydana w Amsterdamie (Amsterdam: Nature Method Language Centre, 1975. xxvii, 368 p.) z bardzo pozytywną przedmową światowej sławy sinologa Bernharda Karlgrena. Metoda Wielucha nauczania języka chińskiego z powodzeniem stosowana była w wielu różnych krajach, m.in. Danii czy Australii.
Doman Wieluch zajmował się także tłumaczeniem tekstów chińskich oraz jest autorem publikacji na temat chemii węgla.
21 grudnia 1923 został odznaczony duńskim krzyżem kawalerskim Orderu Danebroga